# Campeonato Acriano de Futebol de 2024
O Campeonato Acriano de Futebol de 2024 foi a 97.ª edição da principal divisão do futebol acriano e a 79.ª organizada pela Federação de Futebol do Estado do Acre (FFAC). Teve o Independência como campeão e o Humaitá como o vice-campeão. Andirá, Náuas e Atlético Acreano foram as equipes rebaixadas para a Segunda Divisão da temporada seguinte. Daniego, do Vasco-AC, foi o maior goleador do torneio, com 8 gols.

## Regulamento
| Primeiro turno |
| --- |
| As equipes serão divididas em dois grupos, “A” e “B”, grupo “A” com seis equipes e grupo “B” com cinco equipes, que jogarão entre si nos respectivos grupos. Classificando as três equipes melhores colocadas por pontos ganhos de cada grupo para o segundo turno, os penúltimos colocados de cada grupo jogarão um play-off para decidir a equipe rebaixada e as últimas piores equipes de cada grupo são rebaixadas. |

| Segundo turno |
| --- |
| As equipes classificadas dos grupos “A” e “B” formarão o grupo “C”, que jogarão entre si no respectivo grupo. Ao final do turno a equipe que somar o maior número de pontos ganhos será proclamado campeã do Campeonato Acriano de Futebol Profissional de 2024 e a vice será a segunda colocada. As equipes dos grupos “A” e “B” classificadas para o segundo turno, iniciarão o respectivo turno com zero pontos. |

| Critério de desempate |
| --- |
| Em caso de empate em pontos ganhos entre duas ou mais associações ao final de cada turno, o desempate, para efeito de classificação, será efetuado observando-se os critérios abaixo: 1. Conquistado o maior número de vitórias; 2. Obtido o maior saldo de gols; 3. Marcado o maior número de gols; 4. Tiver sofrido o menor número de gols; 5. Vencido no confronto direto (no turno em disputa); 6. Menor número de cartões vermelhos; 7. Menor número de cartões amarelos e 8. uma partida extra; se a mesma terminar empatada haverá decisão por pênaltis. O campeonato em suas fases será regido, para efeito de classificação das associações, pelo sistema de pontos ganhos observando-se os seguintes critérios: 1. Por vitória – três pontos ganhos; 2. Por empate – um ponto ganho; |

A associação campeã e a vice-campeã serão os representantes do Acre na Copa do Brasil de 2025, Série D de 2025 e Copa Verde de 2025. Caso haja desistência ou impedimento da campeã, de participar das competições, a vaga será assumida obedecendo-se o critério técnico de classificação, computado – se somente os jogos do segundo turno do presente campeonato.

## Participantes
| Equipe            | Cidade            | Fundação              | Títulos (último) |
| ----------------- | ----------------- | --------------------- | ---------------- |
| ADESG             | Senador Guiomard  | 26 de janeiro de 1982 | 1 (de 2006)      |
| Andirá            | Rio Branco        | 1 de novembro de 1964 | 0 (não possui)   |
| Atlético Acreano  | Rio Branco        | 27 de abril de 1952   | 9 (em 2019)      |
| Galvez            | Rio Branco        | 3 de julho de 2011    | 1 (em 2020)      |
| Humaitá           | Porto Acre        | 15 de março de 2003   | 1 (em 2022)      |
| Independência     | Rio Branco        | 2 de agosto de 1946   | 11 (em 1998)     |
| Náuas             | Cruzeiro do Sul   | 19 de outubro de 1923 | 0 (não possui)   |
| Plácido de Castro | Plácido de Castro | 3 de novembro de 1979 | 1 (em: 2013)     |
| Rio Branco        | Rio Branco        | 8 de junho de 1919    | 49 (em 2023)     |
| São Francisco     | Rio Branco        | 10 de abril de 1967   | 0 (não possui)   |
| Vasco da Gama     | Rio Branco        | 28 de junho de 1952   | 3 (em 2001)      |

## Primeiro turno

### Grupo A
| Pos | Equipe           | Pts | J | V | E | D | GP | GC | SG | Classificação ou descenso                |
| --- | ---------------- | --- | - | - | - | - | -- | -- | -- | ---------------------------------------- |
| 1   | Rio Branco-AC    | 11  | 5 | 3 | 2 | 0 | 9  | 3  | +6 | Classificados ao Segundo Turno           |
| 2   | Vasco-AC         | 9   | 5 | 3 | 0 | 2 | 12 | 6  | +6 | Classificados ao Segundo Turno           |
| 3   | Independência    | 9   | 5 | 2 | 3 | 0 | 7  | 4  | +3 | Classificados ao Segundo Turno           |
| 4   | ADESG            | 6   | 5 | 1 | 3 | 1 | 4  | 3  | +1 |                                          |
| 5   | Atlético Acreano | 4   | 5 | 1 | 1 | 3 | 1  | 9  | −8 | Play-off de Rebaixamento                 |
| 6   | Andirá           | 1   | 5 | 0 | 1 | 4 | 2  | 10 | −8 | Rebaixado para à Segunda Divisão de 2025 |

### Grupo B
| Pos | Equipe            | Pts | J | V | E | D | GP | GC | SG  | Classificação ou descenso                |
| --- | ----------------- | --- | - | - | - | - | -- | -- | --- | ---------------------------------------- |
| 1   | Humaitá           | 12  | 4 | 4 | 0 | 0 | 11 | 1  | +10 | Classificados ao Segundo Turno           |
| 2   | São Francisco-AC  | 7   | 4 | 2 | 1 | 1 | 5  | 3  | +2  | Classificados ao Segundo Turno           |
| 3   | Galvez            | 5   | 4 | 1 | 2 | 1 | 4  | 7  | −3  | Classificados ao Segundo Turno           |
| 4   | Plácido de Castro | 3   | 4 | 1 | 0 | 3 | 3  | 5  | −2  | Play-off de Rebaixamento                 |
| 5   | Náuas             | 1   | 4 | 0 | 1 | 3 | 2  | 9  | −7  | Rebaixado para à Segunda Divisão de 2025 |

## Playoffde rebaixamento
| Rebaixados para a Segunda Divisão de 2025 |

| Equipe 1         | Total | Equipe 2          |
| ---------------- | ----- | ----------------- |
| Atlético Acreano | 0–4   | Plácido de Castro |

## Segundo turno
| Pos | Equipe           | Pts | J | V | E | D | GP | GC | SG | Classificado                                                                 |     | IFC | HUM | VAS | RBR | GAL | SFR |
| --- | ---------------- | --- | - | - | - | - | -- | -- | -- | ---------------------------------------------------------------------------- | --- | --- | --- | --- | --- | --- | --- |
| 1   | Independência    | 10  | 5 | 3 | 1 | 1 | 9  | 4  | +5 | Campeão e classificado para a Série D, Copa do Brasil e Copa Verde 2025      |     | —   | —   | —   | 1–0 | —   | 4–1 |
| 2   | Humaitá          | 9   | 5 | 2 | 3 | 0 | 9  | 5  | +4 | Vice-campeão e classificado para a Série D, Copa do Brasil e Copa Verde 2025 |     | 2–1 | —   | 1–1 | —   | —   | —   |
| 3   | Vasco-AC         | 8   | 5 | 2 | 2 | 1 | 11 | 9  | +2 |                                                                              |     | 0–2 | —   | —   | —   | —   | 4–1 |
| 4   | Rio Branco-AC    | 7   | 5 | 2 | 1 | 2 | 5  | 7  | −2 |                                                                              | —   | 0–3 | 3–3 | —   | 1–0 | —   |     |
| 5   | Galvez           | 5   | 5 | 1 | 2 | 2 | 7  | 8  | −1 |                                                                              | 1–1 | 2–2 | 2–3 | —   | —   | —   |     |
| 6   | São Francisco-AC | 1   | 5 | 0 | 1 | 4 | 4  | 12 | −8 |                                                                              | —   | 1–1 | —   | 0–1 | 1–2 | —   |     |

## Premiação
| Campeonato Acriano de 2024 - Primeira Divisão |
| --------------------------------------------- |
| Independência Campeão (12.º título)           |